# Edward Barnard
Edward Emerson Barnard (Nashville, 16 de dezembro de 1857 — Williams Bay, 6 de fevereiro de 1923) foi um astrônomo estadunidense.
Aos nove anos e para auxiliar a sua mãe (o pai morreu quando ele ainda era muito novo) arranjou um emprego numa galeria fotográfica onde se tornou um profundo conhecedor das técnicas da fotografia.
Construiu o seu primeiro telescópio a partir de materiais ao seu dispor e começou a observar as estrelas com o auxílio de um livro de astronomia amador.
Tornou-se mais tarde num dos maiores astrónomos do seu tempo, descobrindo vários cometas e fotografando e estudando a Via Láctea. Criou uma base fotográfica notável de nebulosas escuras (dark nebulae) que ainda hoje leva o seu nome.
Em 1916 descobriu a estrela de Barnard. O asteroide 819 Barnardiana foi denominado em sua homenagem.

## Prémios e honrarias
- 1892 - Prémio Lalande
- 1897 - Medalha de Ouro da Royal Astronomical Society[2]
- 1900 - Medalha Janssen
- 1906 - Prêmio Jules Janssen[3]
- 1917 - Medalha Bruce[4]